# Historischer Verein für Oberfranken
Der Historische Verein für Oberfranken mit Sitz in Bayreuth wurde 1827 gegründet und ist der älteste Geschichtsverein in Bayern.

## Geschichte
In der Romantik besann man sich wieder auf die Heimatgeschichte, sammelte historische Objekte in Museen und widmete sich der Denkmalpflege. In die gleiche Zeit fiel ein schnelles Wachstum der Städte, die in ihrer mittelalterlichen Bauart dem Ansturm vieler neuer Bewohner nicht gewachsen waren. Historisch wertvolle Bausubstanz ging verloren. Unter Napoleon und durch die Säkularisation wurden auch viele historische Dokumente vernichtet. Die Geschichtsfreunde versuchten zu bewahren, was sie konnten. In Bayreuth veröffentlichte der Geheime Kammerrat Hagen von 1766 bis 1769 die wöchentlichen Historischen Nachrichten, um interessierten Bürgern einen Überblick über den Stand der Geschichtsforschung zu verschaffen.

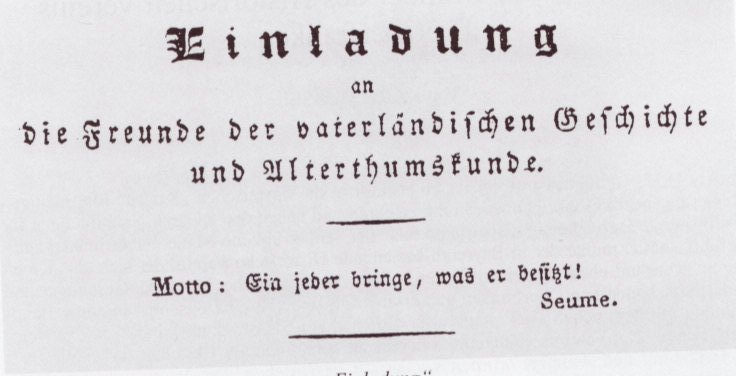
Die Einladung an die Freunde der vaterländischen Geschichte aus dem Jahr 1827

Am 28. März 1827 beschlossen in Himmelkron der erste rechtskundige Bürgermeister von Bayreuth, Christian Erhard von Hagen, Regierungsrat Schunter und die Geistlichen Konsistorialrat Dr. Kaiser und der spätere Himmelkroner Pfarrer Theodor Dorfmüller einen Historischen Verein zu gründen. Mit den Unterschriften von 260 „Freunden der vaterländischen Geschichte“ wurde der Verein für Baireuthische Geschichte und Altertumskunde ins Leben gerufen. Die Gründer wünschten eine umfassende Geschichtsschreibung für „den großen Wechsel der mannigfaltigen Formen des Landeigentums und der Gewohnheiten des Landbaus, die Geschichte der Kirche, die Gerichtsverfassung, die Rechte und Ordnungen der Städte und Märkte, die Geschichte der Kunst, des Handels und der Gewerbe und dergleichen“. Mit dem Archiv für Bayreuthische Geschichte und Altertumskunde sollten die Mitglieder über die einschlägigen Forschungen informiert werden.

Christian Erhard von Hagen gilt als Gründer des Vereins

Drei Jahre nach der Gründung unterzeichnete König Ludwig I. einen Erlass zur Einrichtung eines Vereins für die Heimatpflege des gesamten Obermainkreises. Der Bamberger Archivar Österreicher lud kurz darauf alle Geschichtsfreunde der Stadt und des Umkreises zu einer Unterredung ein, mit dem Ziel, eine Institution zur Heimatpflege zu gründen. Darin hat der Historische Verein Bamberg seine Wurzeln. Die Anerkennung des Bamberger Vereins durch den König hätte den Bayreuther Verein in den Hintergrund gedrängt und so stimmte Bürgermeister Hagen dem Vorschlag Österreichers nicht zu. Er erklärte am 28. Juni mit Bekanntgabe des Kabinettbefehls den Bayreuther Verein offiziell zum Historischen Verein des Obermainkreises. Einem Vorschlag des Königs, der beiden Institutionen enge Zusammenarbeit und Austausch von Ergebnissen und Unterlagen vorschlug, stimmten die Vereine wenig später jedoch zu. Auch die Herausgabe zweier voneinander unabhängiger Organe, des Archivs für Geschichte und Altertumskunde des Obermainkreises und des Archivs für Geschichte und Altertumskunde des Fürstentums Bayreuth wurde beschlossen.
Ab 1830 wurde der Bayreuther Verein als Verein für Geschichte und Altertumskunde, Geographie und Statistik des Obermainkreises bezeichnet. Seit 1835 arbeiteten auf Wunsch des Königs die Bayerische Akademie der Wissenschaften und die Historischen Vereine eng zusammen, was einen weiteren Aufschwung des Vereinslebens bedeutete. Seit 1837 heißt der Bayreuther Verein offiziell Historischer Verein für Oberfranken.
Im Jahr 1842 berichtet die Chronik des Vereins, dass man mittlerweile mit „sämtlichen inländischen Vereinen“ und „sechs ausländischen Organisationen“ in stetigem Kontakt stand, was die Bedeutung der Bayreuther Runde aufzeigt. Dem für den Verein fruchtbaren 19. Jahrhundert folgten im 20. Jahrhundert Jahre des Rückschritts. Bedingt durch die Kriege brachen alle Kontakte zu ausländischen Organisationen ab. Die Publikation des bis dahin regelmäßig erschienen Archivs für Geschichte von Oberfranken unterblieb während des Ersten Weltkriegs. Nach den Kriegswirren kam bereits 1921 wieder ein neues Heft der Reihe heraus. Mit der Machtergreifung Adolf Hitlers wurde der Verein mit dem Auftrag, die germanische Geschichte zu erforschen, mit Geldmitteln und sonstigen Angeboten unterstützt. Bis ins Jahr 1944, in dem eine letzte Ausgabe der Vereinsnachrichten erschien, konnte die Arbeit aufrechterhalten werden, bis sie nach der Niederlage der deutschen Truppen und dem Verbot aller Vereine und Institutionen eingestellt werden musste. Der damalige Oberbürgermeister Dr. Meyer konnte beim amerikanischen Gouverneur allerdings erreichen, dass wieder Vorträge möglich waren. Die durch die amerikanische Militärregierung angeordnete Wahl eines Vorstandes im Jahr 1947 kann als Wiedergeburt des Vereins bezeichnet werden.
Unter Vorsitz Wolfgang Winklers unternahm der Verein während der letzten 20 Jahre verschiedene Initiativen und Kampagnen, in denen er sich durch Vorträge und Ausstellungen bemühte, sich beispielsweise mit dem Dritten Reich kritisch auseinanderzusetzen.
In dieser Zeit wurde die Aufmachung des Archivs für Geschichte von Oberfranken überarbeitet und das Werk erhielt sein heutiges Aussehen.

## Aufbau des Vereins
Die Organe des Vereins sind laut Satzung vom März 2002
- der Vorstand,
- der Vorstandsrat und
- die Mitgliederversammlung[8]

Fünf regionale Ortsgruppen bestanden 2002 in Naila, Pegnitz, Rehau, Wunsiedel und Neustadt am Kulm. 2015 kam Marktredwitz hinzu.

## Publikationen

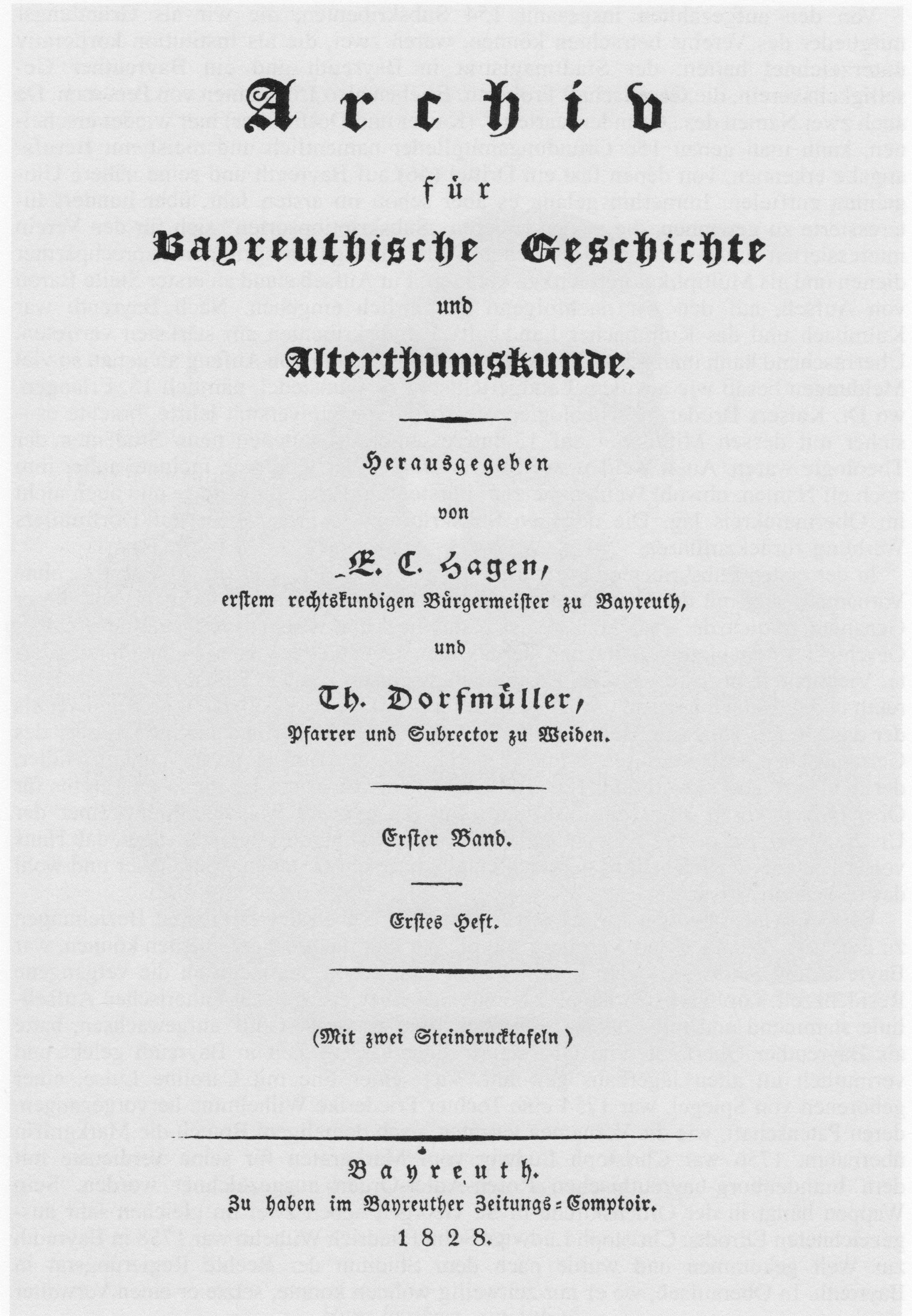
Das erste Heft des Archivs für Geschichte von Oberfranken aus dem Jahr 1828

Der Historische Verein veröffentlicht in unregelmäßigen Abständen im Eigenverlag erscheinende Werke. Bisher sind auf diese Weise erschienen:
- Camille de Tournon, Statistique de la Province de Bayreuth – Über das Fürstentum Bayreuth in napoleonischer Zeit, veröffentlicht 1809, neu aufgelegt 2002
- Rainer-Maria Kiel, Die Bibliothek des Historischen Vereins für Oberfranken, 1994
- Hans Hofner (Hrsg.): Das Urbar des Klosters St. Klara in Hof - Edition der Handschrift von 1499, fortgeführt bis 1658.
- Wilhelm Müller, Land und Geschichte, 1976

Seit 1828 veröffentlicht der Verein das Archiv für Geschichte von Oberfranken, in dem regionsbezogene Aufsätze von Mitgliedern und Nichtmitgliedern zu einer Jahresschrift zusammengefasst werden.

## Vereinseinrichtungen
Neben der vereinseigenen Bibliothek mit Archiv und dem Archäologischen Museum besitzt der Verein eine graphische Sammlung sowie eine Landkarten- und eine Münzsammlung.

### Vereinsbibliothek
Bereits in der Einladung des Jahres 1827 war die Absicht der Gründer, eine Quellensammlung einzurichten, ersichtlich. In ihr sollten „einzeln vorhandene Urkunden, Manuscripte, seltene Druckschriften, Inschriften, Wappen, Münzen und Alterthümer von der Redaktion gesammelt, und zur Sicherheit in dem städtischen Archiv zu Bayreuth, als dem Centralpunkt“, aufbewahrt werden. Unterschied man anfangs noch zwischen einem „Conservatorium“, in dem alle ungedruckten Dokumente gesammelt werden sollten, und einer Bibliothek für gedruckte Schriften, so reihten sich nach kurzer Zeit auch Manuskripte und auch Archivalien in die Bibliotheksregale ein. Der Bibliothekar versah auch die Stelle eines Konservators und leitete das Antiquarium, aus dem später die vor- und frühgeschichtliche Sammlung hervorging. Aus dem Conservatorium entwickelte sich später das von der Bibliothek getrennte Vereinsarchiv.
Eine im Jahr 1835 vom Kurator des Vereins, Ferdinand von Andrian Werburg, gegründete Kreisbibliothek, die eine Spezialsammlung oberfränkischen Schrifttums werden sollte und in den 30er Jahren des 19. Jahrhunderts mit der Vereinsbibliothek und der staatlichen Kanzleibibliothek wetteiferte, wurde letzterer 1840 übergeben und 1908/09 endgültig in sie einverleibt. Einen weiteren Zuwachs erhielt die Sammlung mit der Übernahme der Bibliothek des zuletzt in Bayreuth stationierten und 1919 aufgelösten Königlich Bayerischen Chevaulegers-Regiments Nr. 6. Die beachtliche Bibliothek zur Schulung der Chevaulegers-Offiziere beinhaltete neben Büchern zur Militärgeschichte auch zahlreiche allgemeinbildende Literatur. Seit 1987 befindet sich die vereinseigene Sammlung in der Universitätsbibliothek Bayreuth. Sie beinhaltet 17.000 Druckschriften und 320 Manuskripte, die seit der Gründung käuflich erworben oder von Mitgliedern und Buchhändlern gespendet wurden.

### Vereinsarchiv
Das Archiv des Vereins ging aus dem zusammen mit der Bibliothek gegründeten Conservatorium hervor. Anders als die erstgenannte Sammlung von gedruckten Quellen werden im Archiv alle ungedruckten Dokumente und Archivalien aufbewahrt. Es befindet sich in den Räumen des Stadtarchivs Bayreuth.

### Archäologisches Museum
Das Archäologische Museum gilt als das einzige Museum in Oberfranken, das sich auf vor- und frühgeschichtliche Funde spezialisiert hat.
Der Grundstein für das Museum wurde im Jahre seiner Gründung als Sammlung des Historischen Vereins gelegt. Seither wurde sie durch vereinseigene Ausgrabungen im 20. und 21. Jahrhundert und durch Leihgaben und Geschenke erweitert. In den fünfziger Jahren zog die Ausstellung in den von 1759 bis 1762 errichteten Italienischen Bau des Neuen Schlosses in Bayreuth um, bevor sie 1993 neu konzipiert wurde. Seither erläutern Schautafeln die Exponate.
Die vorwiegend aus dem östlichen Oberfranken stammenden Funde aus der Steinzeit und dem Mittelalter werden in insgesamt acht Räumen präsentiert. Regionale Schwerpunkte sind die Fränkische Schweiz und das Bayreuther Umland. Die Ausstellung beginnt mit der Vereinsgeschichte und einer Einführung in die Archäologie. Mit einem Knochensplitter, der eine feine netzartige Gravierung aufweist, liegt ein seltenes Kunstwerk aus der Mittelsteinzeit vor. Gefunden wurde es am Hohlstein im Klumpertal bei Pottenstein. Seit 1827 befinden sich reich verzierte Brillenspiralen aus der Bronzezeit, die zwei Jahre vorher beim Dorf Saas bei Bayreuth gefunden wurden, in der Sammlung.
Durch die Möglichkeit, selbst Getreide zu mahlen oder Stein zu bohren, werden die Arbeitsmethoden der Jungsteinzeit ersichtlich gemacht. Zur Geschichte der Textilherstellung werden Spinnwirtel und Webgewichte aus der Bronzezeit gezeigt. Die weitere geschichtliche Entwicklung hin zur Hallstattzeit zeigt eine Schauwand mit 80 Tongefäßen, die unter anderem aus Grabhügeln bei Mistelgau, Kasendorf und Drosendorf stammen, während mit Hilfe einer Drehscheibe fabrizierte Gefäße den technischen Fortschritt der Kelten in der Frühlatènezeit aufzeigen.
Aus Drosendorf bei Hollfeld stammen Gewandfibeln, die wegen der Darstellung stilisierter Wasservögel als Vogelkopffibeln bezeichnet werden. Vom Stand des keltischen Kunsthandwerks in Oberfranken zeugt ein Bronzeringpaar mit Tierkopfpaaren.

## Persönlichkeiten
- Johann Wilhelm Holle